# 해군 특수전전단
해군 특수전전단(海軍特殊戰戰團, 영어: Republic of Korea Naval Special Warfare Flotilla, ROKNSWF)은 특수전 임무를 수행하는 대한민국 해군의 특수부대이다. 약칭으로는 모체인 해군 수중파괴대와 육·해·공 전천후 작전팀을 의미하는 UDT/SEAL(Underwater Demolition Team/SEa, Air, and Land)이라고도 부르며, 대테러 작전과 EOD(Explosive Ordnance Disposal) 작전을 수행하기도 한다.
미국 해군의 네이비 실(Navy SEALs)을 모티브로 하고 본따서 만들어진 국내 특수부대로, 매년 시행되는 부대원들의 해외 유학이나 해외 특수부대와의 연합훈련 및 다양한 교류를 통해 발전하고 있으며, 국군 내 개방적이고 선진화 된 부대라고 할 수 있는 특수부대들 중에서도 가장 손에 꼽는 부대이다.

## 역사
1955년 11월 9일 미국 해군 UDT 과정을 수료한 해군 장교 7명이 1기 교육생 26을 훈련시켜서 해군 수중파괴대(水中破壞隊 (UDT))를 창설했다. 1기 교육생도로 300여 명이 지원했고 26명이 수료했다.
베트남 전쟁에서 한국군 해군 파월 수송전대인 '백구부대'(白鷗部隊)로 배속되어, 함정의 안전을 위한 수중암초 등 수중장애물 제거 활동을 하며 해군 수송 지원임무를 수행했었다.
1968년에는 폭발물처리대(EOD)가 창설되었고, 1976년에는 특수전(SEAL) 임무가 추가되었다. 그리고 1993년 12월에 육군특수전사령부의 제707특수임무대대로부터 해상 대테러 임무를 이관받았으며, 이 해상대테러 임무를 전문적으로 수행하는 대테러특임대가 1999년에 5월에 창설되었다. 이로써 부대는 UDT(수중파괴대), SEAL(특수작전대), EOD(폭발물처리대), CT(대테러특임대) 이 네 가지 지역대로 나뉘게 되었고, 대원들은 이들 지역대 중 어느 한 곳에 배치되어 해당 임무에 따른 전문적인 훈련을 받게 되었다. 이후에 지역대란 이름을 '작전대'라고 개칭했다.
초창기엔 소규모의 수중파괴대였으나, 임무의 확대와 함께 규모도 성장하여 1983년 1월 제25전대로 재창설되었고, 다시 1986년 2월에 제56전대로 바뀌었다. 1998년엔 특수선박대가 창설되었다. 이후 이들 부대들의 통합 및 규모 증편의 필요성에 의해 2000년 1월 1일에 특수전여단이 창설되었다.
2012년 2월 1일, 특수전전단으로 증편되었다.
2017년 2월 1일, 기존 폭발물처리대를 확대개편, 폭발물 처리 부대로서는 전군 최대 규모인 폭발물처리대대를 창설하였다.
2018년 9월 1일 해난구조전대(SSU), 구조함 등이 특수전전단에 예속되었다.
2020년 2월 1일 초창기 수중파괴대(UDT)를 모체로 하는 선견작전대대가 창설되었다.

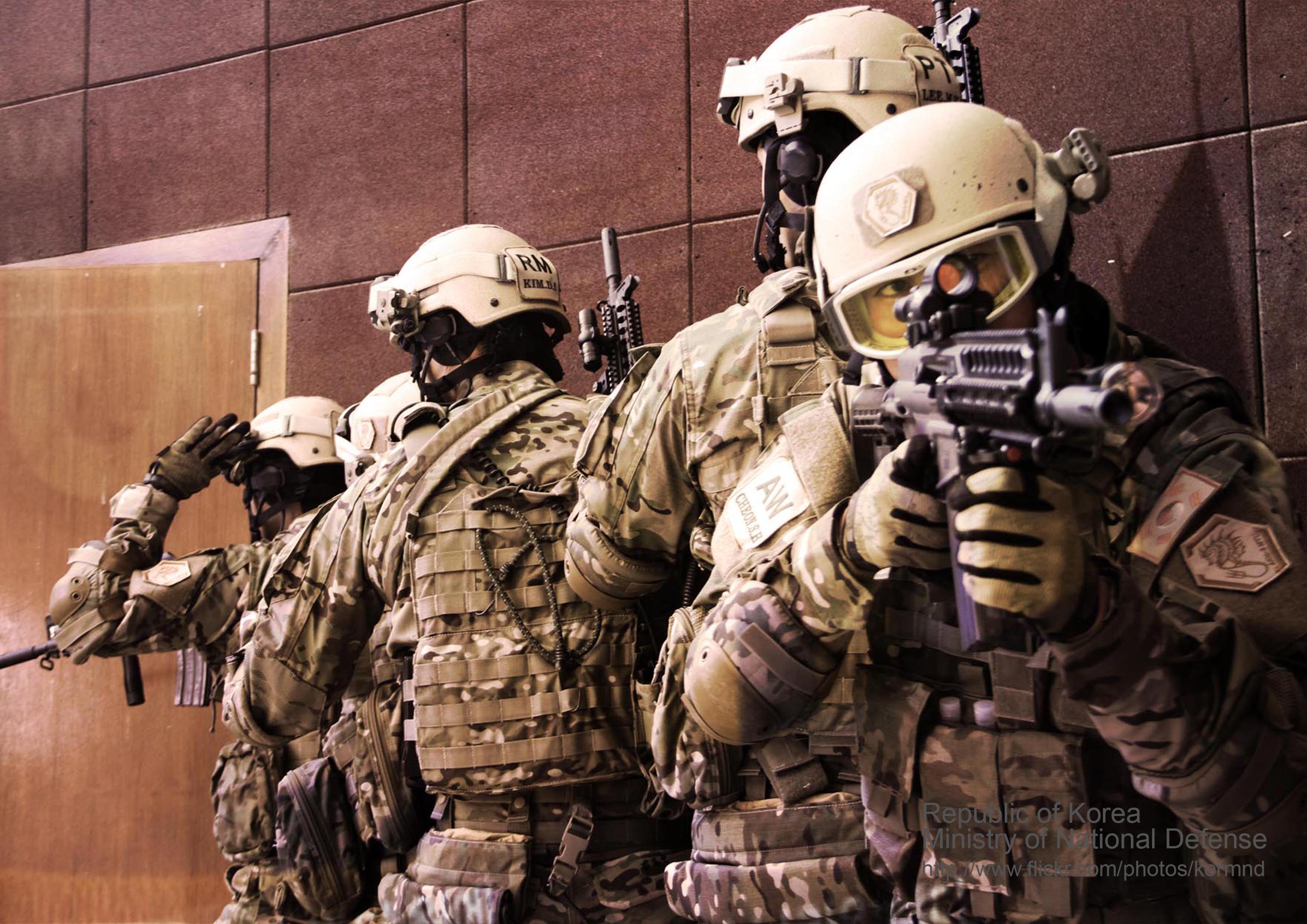
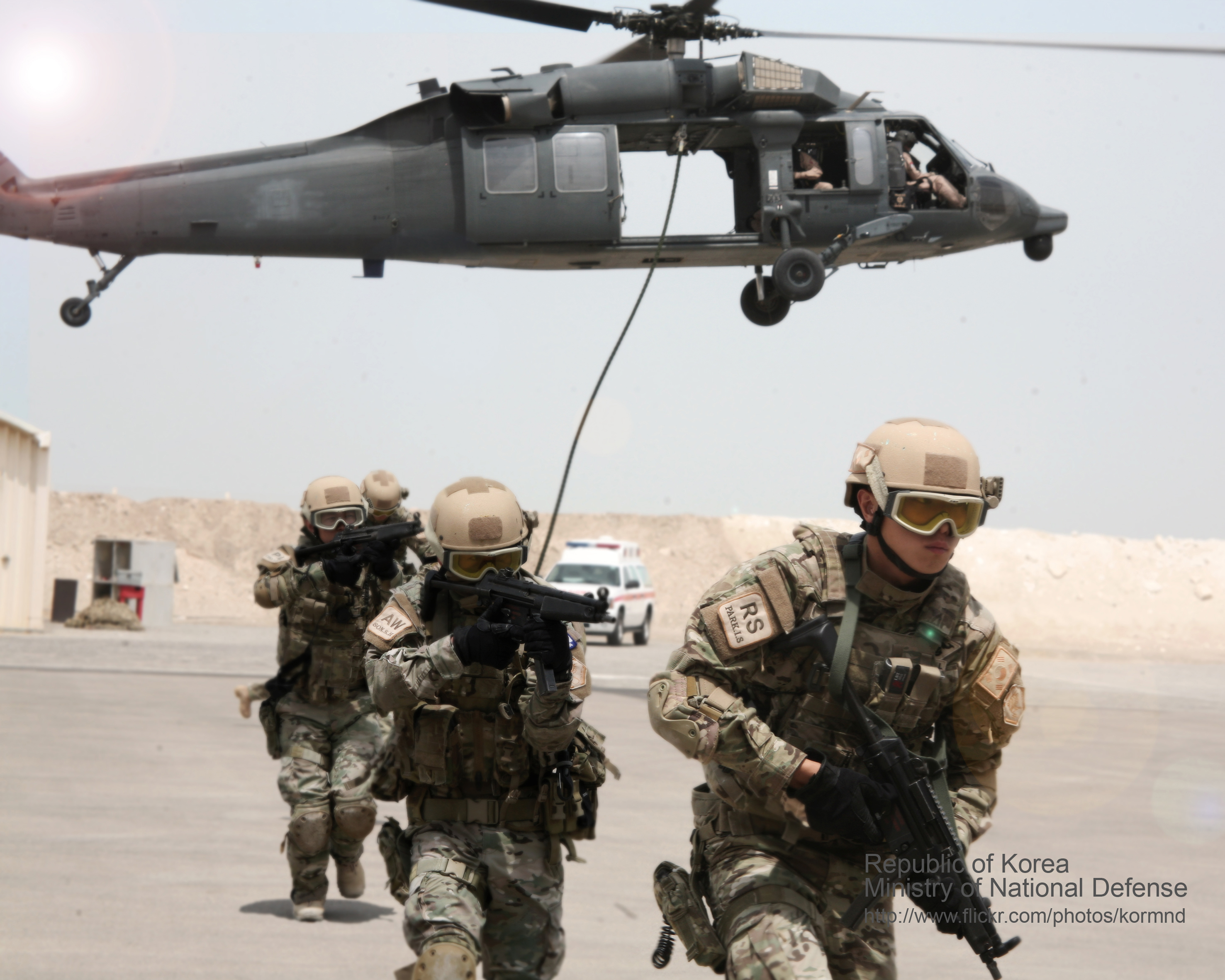
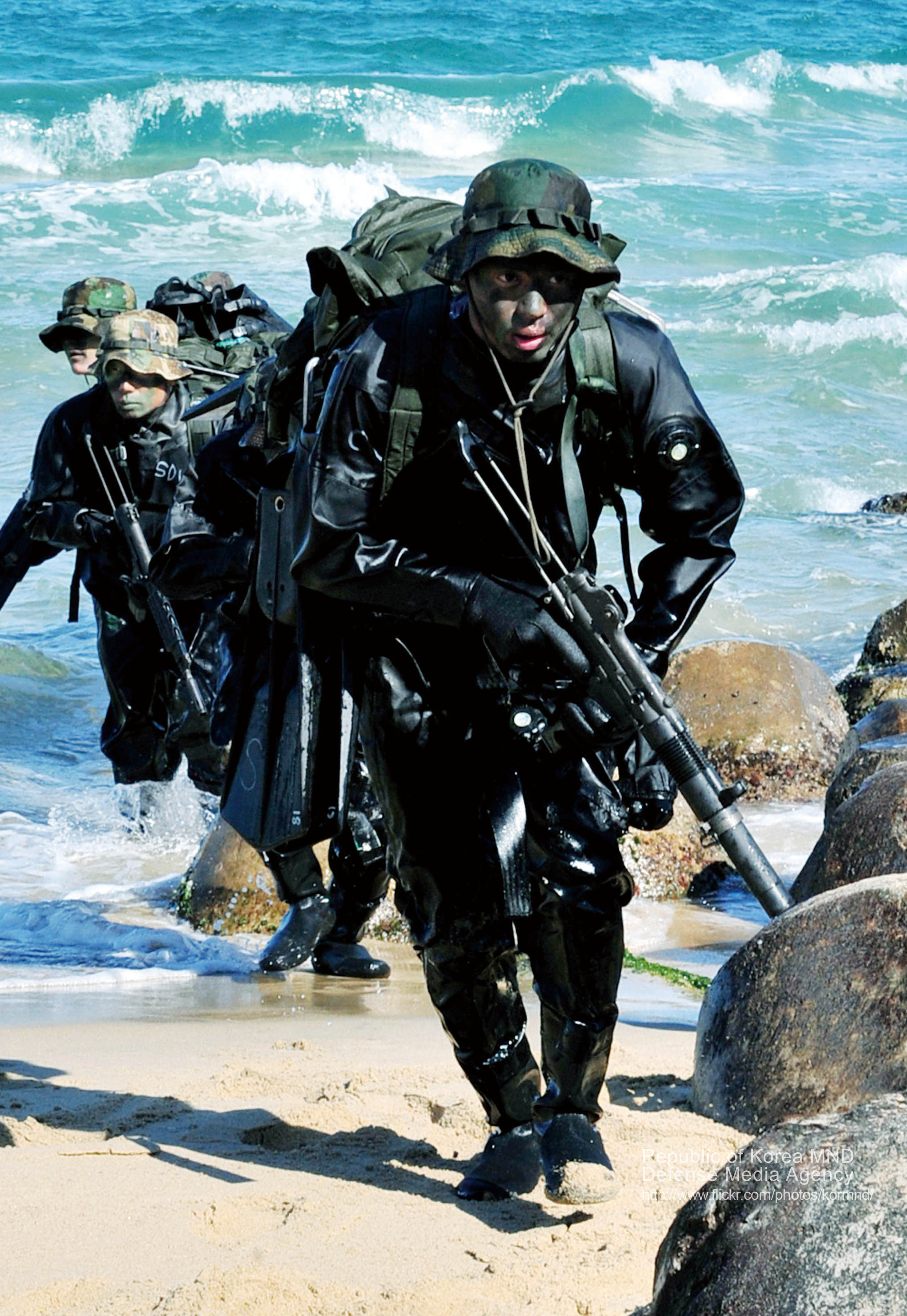
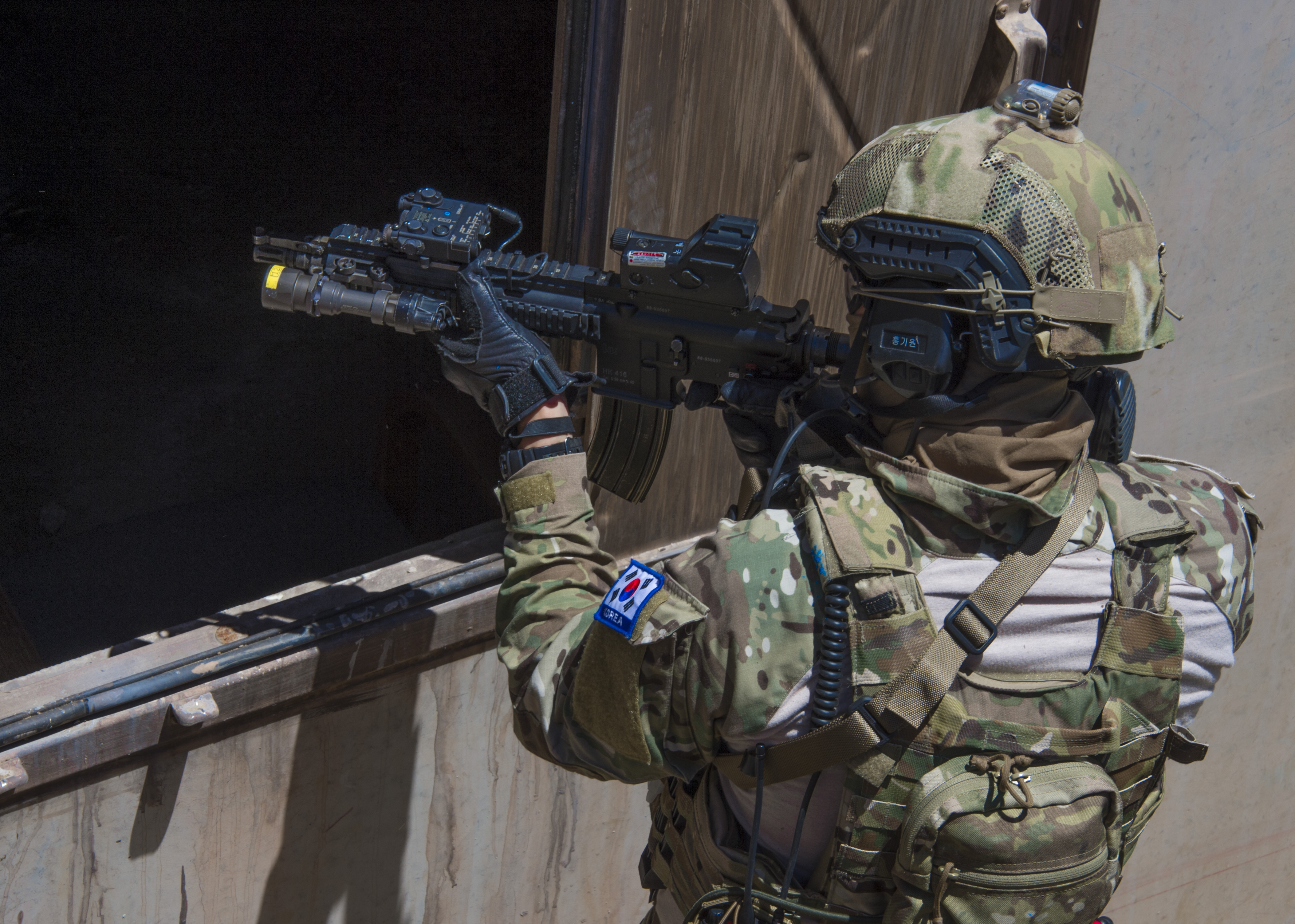

## 편제
해군 특수전전단(UDT/SEAL)
- 해군특전전대
  - 제1특전대대(진해): SEAL 특수작전대(SEAL: SEa, Air, and Land)
    - 공중작전대(Air Operations)
    - 해상작전대(Maritime Operations)
    - 해중작전대(Underwater Operations)

  - 제3특전대대(동해 제1함대)
  - 제5특전대대(평택 제2함대)
  - 특수전교육훈련대대
- 특수임무전대
  - 특수임무대대(CT: Counter-Terrorism)(진해)
  - 폭발물처리대대(EOD: Explosive Ordnance Disposal)(진해)
  - 선견작전대대(Naval Early Operations)(진해)
- 해난구조전대(SSU)
  - 작전지원대대: 장비와 시설 관리/운용
  - 특수선박운영대(Special Boat Unit): 특수선박 관리/운용
  - 근무지원대

## 장비
| - 권총 - 글록 17 - SIG P226 - 제리코 941 - 베레타 92 - K5 - 기관단총 - HK MP5 - HK MP5SD - K-7 - K-1A | - 소총 - HK416 - SIG516 - FN SCAR - HK417 - K-2 - SG556 - 기관총 - K3 | - 저격총 - SR-25 - AW50 - AWSM - K-14 - PSG-1 - TRG M10 - 유탄발사기 - M320 - K201 - H&K AG-C/EGLM - M32A1 |

## 작전
- 1965년 베트남 전쟁 당시 해군 수송전대 ‘백구부대’ 파병
- 1983년 다대포 무장간첩 침투 사건 당시 간첩선 탐색작전 투입
- 1993년 서해훼리호 침몰 사고 당시 구조작전 투입
- 1996년 강릉지역 무장공비 침투사건 당시 침투한 상어급 잠수정 수색작전 투입
- 1998년 속초 잠수정 침투 사건 당시 침투한 유고급 잠수정 수색작전 투입
- 2002년 제2연평해전 당시 참수리 357호정 인양전 폭발물 탐색작전 투입
- 2010년 3월 30일, 천안함 피격 사건 당시 구조작전 투입, 이때 구조 작전을 수행하던 한주호 준위(53)가 순직했다.
- 2011년 1월 21일, 아덴만 여명 작전을 통해, 소말리아 해적에게 피랍된 대한민국의 삼호해운 소속의 삼호 주얼리호(1만 톤급)의 선원을 청해부대 최영함의 UDT가 모두 구조하였다.
- 2011년 4월 21일, 청해부대 최영함의 UDT가 한진해운 소속 한진텐진호의 선원 20명을 모두 구조하였다.
- 2014년 세월호 침몰 사고 당시 구조작전 투입

## 같이 보기
- UDT - 제2차 세계 대전과 한국 전쟁에서 활동했고, 네이비 실의 전신이 된 부대이며, 대한민국에도 같은 목적의 해군 특수부대를 창설하는 계기가 된 미 해군 특수부대.
- 네이비 실 - 미국 해군특수전사령부 예하의 특수부대.
- 해군특수전개발단 - 미 해군 특수부대
- 위베르 특공대 - 프랑스 해군 특수부대
- 특수주정임무대 - 영국 해군 특수부대
- 제707특수임무단 - 대한민국의 육군의 국가급 대테러특공대
- 대한민국 국군 특수부대 - 대한민국 국군 특수부대의 역사.
- 육군특수전사령부 - 대한민국 육군의 특수부대.
- 메달 오브 아너: 워파이터 - 멀티플레이에서의 진영으로 등장.